# Mariusz Roter
Mariusz Roter (* 7. August 1972) ist ein polnischer Poolbillardspieler.

## Karriere
Im August 1999 wurde Mariusz Roter Fünfter beim World Pool Masters. Im März 2003 gewann er mit dem dritten Platz bei den Belgium Open seine bislang einzige Euro-Tour-Medaille. Bei der Europameisterschaft 2003 wurde er Dritter im 8-Ball. Ein Jahr später wurde er im 9-Ball Neunter.
2006 erreichte Roter das Sechzehntelfinale der Italy Open und schied im Achtelfinale der Spain Open gegen den Niederländer Brian Beekers aus. Im März 2011 erreichte Roter das Finale der Bulgarian Open, unterlag dort jedoch seinem Landsmann Radosław Babica.
2006 bildete Mariusz Roter gemeinsam mit Radosław Babica das polnische Team bei World Cup of Pool und schied dort in der ersten Runde aus.